# Ерік Клептон
Е́рік Па́трик Кле́птон (англ. Eric Patrick Clapton нар. 30 березня 1945) — британський рок-музикант, командор ордена Британської імперії, лауреат кількох премій Греммі. Клептон вважається одним із найвпливовіших діячів рок-музики: його ім'я тричі потрапило до Зали слави рок-н-ролу як соліста та у складі гуртів The Yardbirds і Cream, він посідає четверту сходинку у списку найвидатніших гітаристів за версією журналу Rolling Stone. Його прізвисько — «повільна рука» (англ. Slowhand).
Творчість Еріка Клептона зазнавала різних стильових впливів — від дельта-блюзу (альбом «Me and Mr. Johnson») до поп-музики (сингл «Change the World») і реггі (кавер-версія синглу Боба Марлі «I Shot the Sheriff»), грав з блюз-роковими (John Mayall's Bluesbreakers, The Yardbirds), та хард-роковими (Cream) гуртами, проте переважно музикант тримався блюзу.
Ерік Клептон брав участь у записах багатьох відомих музикантів. На запрошення Джорджа Харрісона він записав сольну партію в пісні The Beatles «While My Guitar Gently Weeps», грав у записах Елтона Джона («Runaway Train», 1992), Стінга («It's Probably Me», 1992) і Шер («Love Can Build a Bridge», 1995).
Створена Клептоном в 1970 році балада «Layla» стала прообразом незліченної кількості гітарних композицій на романтичні теми. Перероблена версія пісні була визнана гідною в 1992 р. премії «Греммі». Журнал «Rolling Stone» включив її в число 30 найвизначніших пісень в історії сучасної музики, а в аналогічному списку за версією музичного каналу VH1 вона зайняла 16-е місце.
В 1993 році Клептон виграв премії «Ґреммі» у найпрестижних номінаціях — «альбом року» («MTV Unplugged»), «пісня року» («Tears In Heaven») і «запис року» («Tears In Heaven»). У 2015 році був включений до Зали слави блюзу.
На честь Еріка Клептона названо астероїд 4305 Clapton.

## Дискографія
- 1970 — Eric Clapton
- 1973 — Eric Clapton's Rainbow Concert [live]
- 1974 — 461 Ocean Boulevard
- 1975 — There's One in Every Crowd
- 1975 — E.C. Was Here [live]
- 1976 — No Reason to Cry
- 1977 — Slowhand
- 1978 — Backless
- 1980 — Just One Night [live]
- 1981 — Another Ticket
- 1983 — Money and Cigarettes
- 1984 — Too Much Monkey Business
- 1985 — Behind the Sun
- 1986 — August
- 1989 — Homeboy
- 1989 — Journeyman
- 1991 — 24 Nights [live]
- 1992 — Rush
- 1992 — Unplugged [live]
- 1993 — Stages [live]
- 1994 — From the Cradle
- 1997 — Live in Montreux
- 1998 — Pilgrim
- 2000 — Riding with the King
- 2001 — Reptile
- 2002 — Eric Clapton Live
- 2002 — One More Car, One More Rider [live]
- 2004 — Me and Mr. Johnson
- 2004 — 461 Ocean Boulevard Deluxe Edition ([live] from 1974)
- 2004 — She's So Respectable
- 2005 — Back home
- 2006 — The Road To Escondido
- 2007 — Complete Clapton
- 2010 — Clapton
- 2013 — Old Sock[3]
- 2016 — I Still Do
- 2018 — Happy Xmas
- 2024 — Meanwhile